# Темпо (радио)
Радио Темпо е бивша русенска радиостанция, излъчваща ефирно на честота 105.8 MHz.
Профилът на радиото е с универсален характер. Програмата на радио Темпо включва новини от град Русе, репортажи и коментари за обществени, политически, стопански, културни, спортни и други събития в Русе и региона.
През периода 1992 – 2005 година радио Темпо е партньорска радиостанция на българската редакция на BBC London.
Слоганът на радио Темпо е „Радиото на Русе!“

## Продажба
В решение на СЕМ, №211 от 11.05.2010, лицензията за радиодейност на Темпо АД, е прехвърлена на Радио Веселина ЕАД, с което радиото прекратява своята дейност.